# Zeteumenidion celonitiformis
Zeteumenidion celonitiformis är en stekelart som beskrevs av Giordani Soika 1944. Zeteumenidion celonitiformis ingår i släktet Zeteumenidion och familjen Eumenidae. Inga underarter finns listade i Catalogue of Life.